# Cousinea
Cousinea là một chi nhện trong họ Oonopidae.